# Juanita Hall
Juanita Hall (6 tháng 11 năm 1901 – 28 tháng 2 năm 1968) là một diễn viên sân khấu nhạc kịch và điện ảnh người Mỹ. Bà được biết đến trong các vai diễn trên sân khấu và màn ảnh trong các vở nhạc kịch của Rodgers và Hammerstein: South Pacific trong vai Bloody Mary và Flower Drum Song trong vai Auntie Liang.

## Tiểu sử
Bà sinh ra tại Keyport, New Jersey, và được đào tạo theo lối cổ điển tại Trường Juilliard.
Trong thập niên 1930, bà là một ca sĩ hát riêng và giám đốc phụ của Dàn nhạc Hall Johnson. Là một diễn viên da đen hàng đầu vào thời đó, bà được cả Richard Rodgers và Oscar Hammerstein II đích thân chọn để đóng vai bà đã diễn xuất trong các vở nhạc kịch South Pacific và Flower Drum Song, trong các vai một phụ nữ Bắc Kỳ và một người Mỹ gốc Hoa.
Trong năm 1950, bà trở thành người Mỹ gốc Phi đầu tiên giành Giải Tony trong vai phụ Bloody Mary trong vở kịch South Pacific. Bà cũng diễn trong vở nhạc kịch Broadway House of Flowers trong năm 1954, trong đó bà hát và múa bài Slide Boy Slide của Harold Arlen. Bà đã diễn vai Bloody Mary trong 1.925 lần trên Broadway tại Sân khấu Majestic kể từ ngày 7 tháng 4 năm 1949. Các bạn diễn của bà gồm có Ezio Pinza và Mary Martin. Ngoài vai diễn trên vở nhạc kịch South Pacific, bà còn biểu diễn trên các hộp đêm ở Greenwich Village, nơi bà đã từng cuốn hút khán giả với các bài hát "Am I Blue?", "Lament Over Love", và "Cool Saturday Night" của Langston Hughes.
Trước khi biểu diễn trên sân khấu, bà đã thành lập Ban Hợp xướng Juanita Hall và biểu diễn trong các buổi hòa nhạc, trong đĩa thu âm, trên màn ảnh, và truyền thanh. Sau đó bà đã biểu diễn trên truyền thanh trong vở kịch xà phòng The Story Of Ruby Valentine trên National Negro Network. Vở kịch được phát sóng trên 35 đài và được các doanh nghiệp như Philip Morris và Pet Milk mua quảng cáo.
Năm 1957, bà thu âm Juanita Hall Sings the Blues (tại Beltone Studios ở Thành phố New York), với sự cộng tác của nhiều nhạc sĩ jazz như Claude Hopkins, Coleman Hawkins, Buster Bailey, Doc Cheatham, và George Duvivier. Năm 1958 bà diễn lại vai Bloody Mary trong phiên bản phim của South Pacific, nhưng trong phim thì phần hát của bà đã được ca sĩ khác lồng âm, theo yêu cầu của Richard Rodgers, bởi ca sĩ Muriel Smith, người từng đảm nhiệm vai này trong lần biểu diễn ở Luân Đôn. Cùng năm đó, bà cũng diễn xuất trong một vở kịch khác của Rodgers and Hammerstein trên Broadway, Flower Drum Song.

### Đời sống riêng tư
Bà kết hôn với diễn viên Clement Hall trong lúc chưa đầy 20 tuổi. Ông qua đời trong thập niên 1920 và họ không có con. Bà mắc bệnh tiểu đường và qua đời vì bệnh này tại Bay Shore, Long Island. Trước khi qua đời, bà đã sống tại nhà dưỡng dành cho các diễn viên tại East Islip, NY.